# Jacques Salomon Hadamard
Jacques Salomon Hadamard, francoski matematik, * 8. december 1865, Versailles, Francija, † 17. oktober 1963, Pariz, Francija.

## Življenje in delo
Hadamard je študiral na École Normale Supérieure pri Picardu. Po Dreyfusovi aferi (Dreyfus je bil njegov zet), v katero je bil udeležen osebno, je postal politično dejaven. Bil je goreč podpornik judovskih problemov.
Postal je profesor matematike na Francoskem kolegiju (College de France). Od leta 1912 je bil član Francoske akademije znanosti, kjer je nasledil Poincaréja.
Dal je veliko dosežkov v raznih področjih matematike: v teoriji diferencialnih enačb, funkcionalni analizi, v reševanju raznih problemov iz matematične fizike s pomočjo funkcionalne analize. Skupaj neodvisno z La Vallee Poussinom je leta 1896 s sredstvi teorije analitičnih funkcij dokazal Gaussovo domnevo asimptotični porazdelitveni zakon praštevil, praštevilski izrek ali izrek o praštevilih, da gre količnik:
{\displaystyle {\frac {\pi (\xi )\ln \xi }{\xi }}\!\,}
proti 1, ko raste {\displaystyle \xi } prek vsake meje in drugo. Na elementaren način, brez uporabe pojmov analize je to dejstvo dokazal leta 1949 Selberg in to objavil skupaj z Erdősem. 
Hadamard se je ukvarjal tudi s problemi pouka matematike v šoli. V teorijo parcialnih diferencialnih enačb je uvedel zamisel o dobro postavljenem problemu, ki govori o tem, da bi morali imeti matematični modeli fizikalnih pojavov nekatere preproste značilnosti. Uvedel je pojem Hadamardove neenakosti.
Kot kombinatoričen objekt je znana kvadratna Hadamardova matrika, na kateri temelji Hadamardova transformacija. V kvantnem računalništvu (kvantni informatiki) se ta transformacija imenuje Hadamardova logična vrata.
V letu 1910 je Hadamard v splošnem dokazal Brouwerjev izrek o negibni točki.
V svoji knjigi Psihologija iznajdbe na področju matematike iz leta 1945 je za opis procesa matematičnega mišljenja uporabil introspekcijo. Drugi avtorji so nasprotno pri tem označevali jezik in znanje, Hadamard pa je opisal lastno matematično mišljenje kot zelo brezbesedno, oziroma neizraženo, ki ga velikokrat spremljajo miselne slike, iz katerih se razvije vsesplošna zamisel o dokazu.
Njegovi najbolj znani študenti so bili med drugim Fréchet, Lévy, Mandelbrojt in Weil.

## Priznanja

### Poimenovanja
Po njem se imenuje asteroid glavnega pasu 10382 Hadamard.